# Первый театр (Новосибирск)
Молодежный драматический театр «Первый театр» — новосибирский театр, основанный в 2008 году.

## История
Датой своего основания «Первый театр» называет 15 декабря 2008 года, когда был сыгран первый спектакль «Калека с острова Инишмаан». Труппу составили ученики Новосибирского государственного театрального института, выпустившиеся в 2008 и 2012 годах, позднее в творческий коллектив вошли также актёры с курса Павла Южакова.
В 2009 году заведение получило статус областного театра.
В апреле 2019 года культурному учреждению присвоено новое название — Молодежный драматический театр «Первый театр».
В марте 2022 года была уволена директор театра Юлия Чурилова. По мнению бывшего театрального руководителя, причиной отстранения от должности могла послужить постановка «Юдифь» на украинском языке, которую хотели представить в 20-х числах марта на театральном фестивале «Один. Два. Три».

## Некоторые постановки

### «Теория счастья и свободы (практика неудачников)»
Спектакль, премьера которого состоялась 12 сентября 2020 года. В этом представлении высмеиваются тренинги личностного роста. Режиссёр — Александр Андрияшкин, художник — Сергей Кретенчук. Актёры: Семен Грицаенко, Захар Дворжецкий, Даниил Душкин, Максим Кудрявцев, Елизавета Кузнецова, Елизавета Маслобоева, Сергей Троицкий, Дарья Тропезникова, Карина Мулева, Юлия Шабайкина.

### «Лунный эпизод»
Спектакль по мотивам произведения Николая Носова «Незнайка на Луне». Драматург — Екатерина Гилева, режиссер — Павел Южаков, художник — Катерина Андреева. В написанном Екатериной Гилевой собственном афористическом тексте присутствуют различные отсылки. Например, в сюжете фигурируют роботы Владимир и Эстрагон.

В спектакле важны цвета, среда. Земля — это серая масса, на Луне она сменяется кислотным коктейлем костюмов и аксессуаров. Люди в сером говорят о столичном напитке за 3.62 и «наших передовых танках в соседней стране». Люди в ярком обсуждают достоинства нового лунафона 16. Под репрессии со стороны власти попадают, как ни странно, последние. Но таков жанр антиутопии.— Петербургский театральный журнал
Актёры: Артём Малиновский (Незнайка), Даниил Душкин (Мига, Робот Владимир), Сергей Хорольский (Пилюлькин, Шприц), Сергей Троицкий (Знайка, Десперадос, Голован), Семен Грицаенко (Фигль, Винтик), Максим Кудрявцев (Козлик, Цветик), Захар Дворжецкий (Тупырь, Пончик), Дарья Тропезникова (Минога, Пышечкина), Карина Мулева (Жулио, Кукурузка, Спрутс, Робот Эстрагон), Елизавета Кузнецова (Кукурузка, Активистка, Официантка), Елизавета Маслобоева (Селёдочка, Совесть), Юлия Шабайкина (Копеечка, Звездочкина), Дарья Колыванова (Торопыжка, репортёр).

### «Плотник»
Спектакль по одноимённой пьесе Лидии Головановой. Режиссеры и художники — Родион Сабиров, Ангелина Мигранова. Актрисы: Юлия Шабайкина, Карина Мулева, Елизавета Маслобоева .

## Расположение
Долгое время у театра не было собственной площадки, но в 2021 году он разместился в помещении, которое раньше занимал театральный клуб «Пуля» (улица Ленина, 24).